# Klaus Trebes

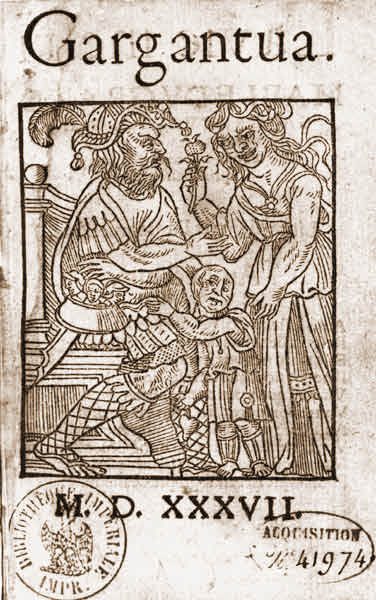
François Rabelais, „Gargantua“, erschienen in Lyon bei Denis de Harsy, 1537

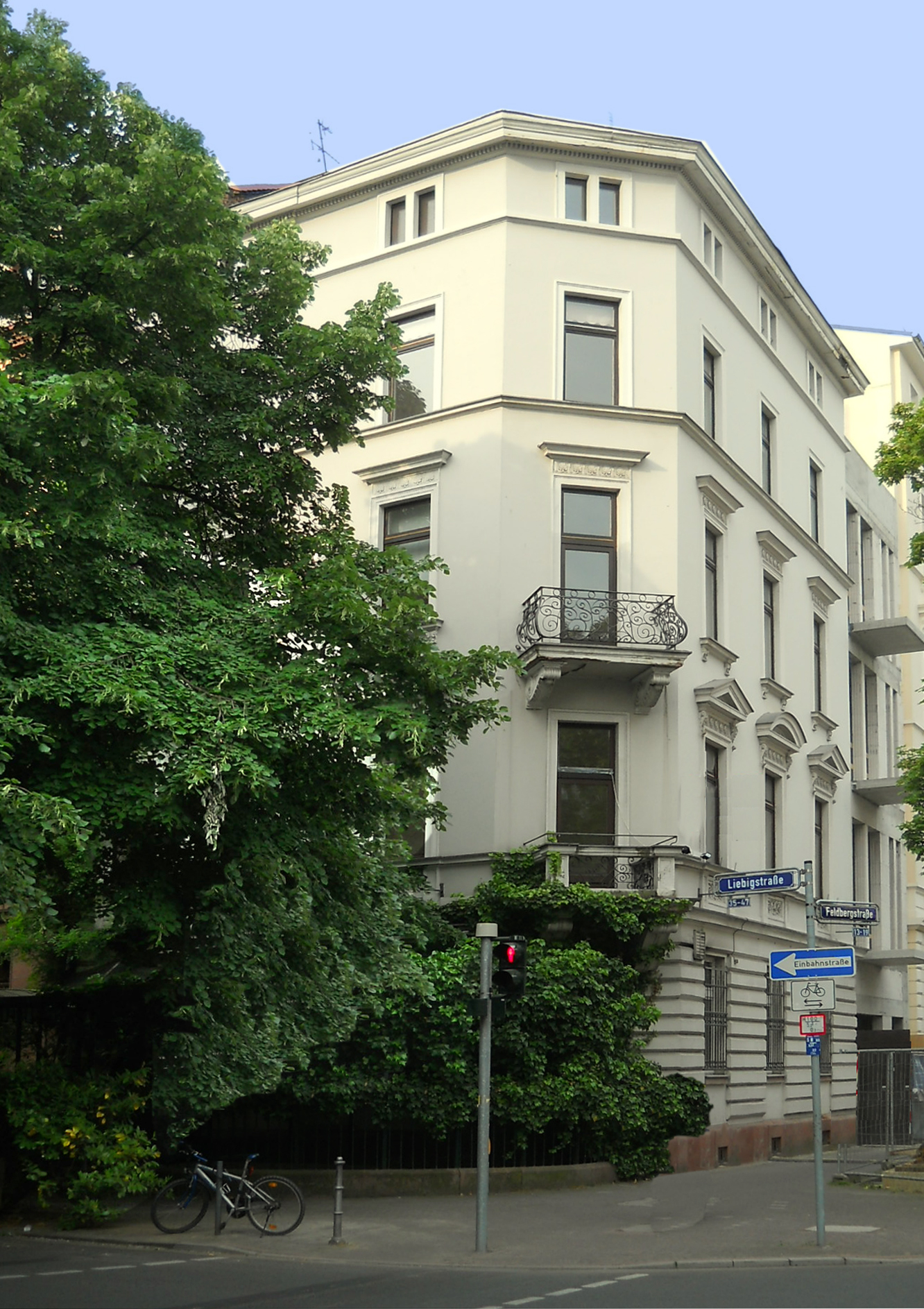
Gargantua: Liebigstraße/Ecke Feldbergstraße

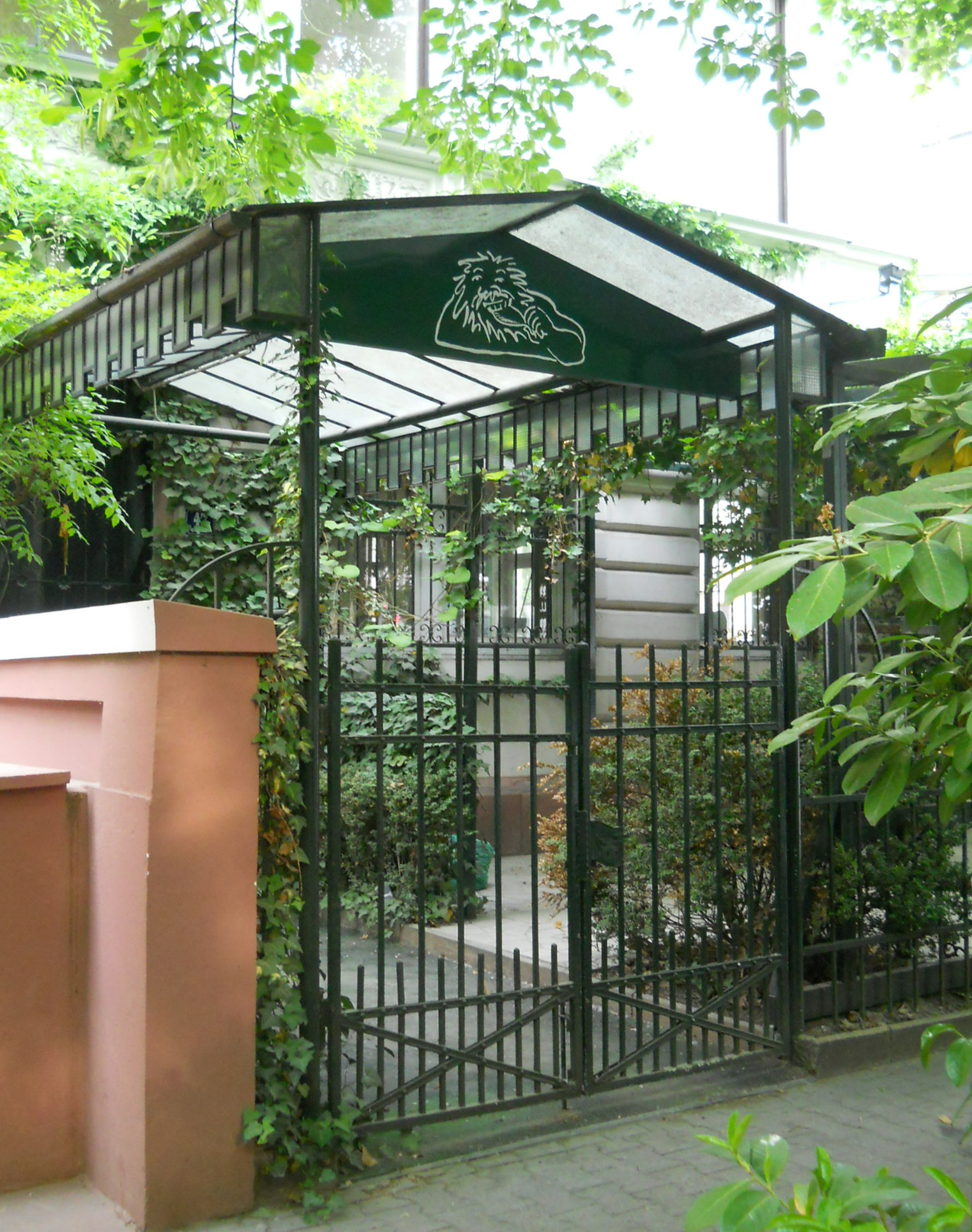
Gargantua: Eingang Liebigstraße

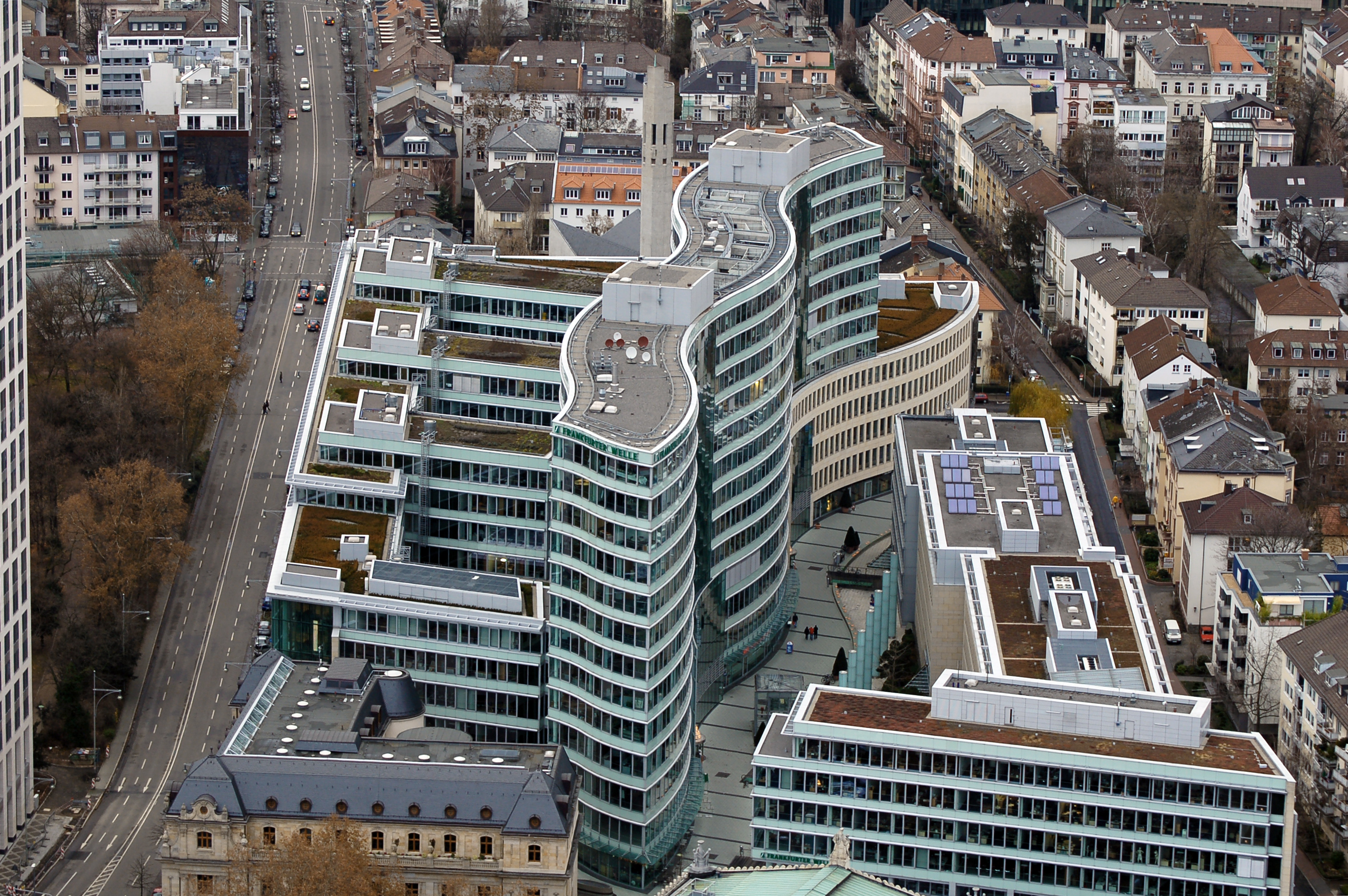
Gargantua im Gebäudekomplex Frankfurter Welle

Klaus Trebes (* 8. Juli 1947 in Teuschnitz, Frankenwald; † 2. Mai 2011 in Frankfurt am Main) war ein deutscher Koch und Autor gastronomischer Publikationen.

## Werdegang
Trebes wuchs in Teuschnitz mit seiner Familie als einziger Sohn und Enkel im Haus seiner Großeltern väterlicherseits auf und besuchte im Ort die Grundschule. Zur weiteren Schulbildung schickten ihn seine Eltern in die Internatsschule in der Benediktinerabtei Münsterschwarzach, wo ein Onkel von ihm als Lehrer und Pater wirkte. Das Interesse an guter Küche wurde bereits von seiner Mutter und Großmutter geweckt, die, wie Trebes in seinen Schriften heraushob, beide gute Köchinnen waren. Mit 16 Jahren wechselte er auf das Gymnasium nach Würzburg, bezog zur Untermiete ein eigenes Zimmer, machte auf einer Elektroplatte erste Kocherfahrungen und reiste nach Istanbul, Frankreich und Italien.
Nach Abitur und Militärdienst wechselte er 1969 nach Frankfurt am Main, bezog im Katholischen Studentenhaus Friedrich Dessauer ein Zimmer und gab vor Kommilitonen bereits erste Beweise seiner Kochkünste ab. Er studierte Jura und Philosophie und schulte sich bei Vorlesungen von Theodor W. Adorno und Max Horkheimer in Kritischer Theorie. Das Jurastudium schloss er mit dem Staatsexamen ab. In der Zeit der 68er-Bewegung wurde er mit Joschka Fischer, Daniel Cohn-Bendit, Johnny Klinke und Matthias Beltz der Frankfurter Straßenkämpferszene zugerechnet. Er gehörte dem Revolutionären Kampf (RK) an, einer politisch engagierten Gruppe, die unter anderem durch Hausbesetzungen den Abriss von Frankfurter Bürgerhäusern aus der Belle Époque verhindern wollte. Kulinarische und kunsthistorische Bildungsreisen machte er unter anderem nach Griechenland, in die Türkei, nach Spanien und regelmäßig nach Frankreich, vor allem nach Paris.
Trebes war Ensemblemitglied des 1976 gegründeten Karl Napps Chaos Theaters, dem auch Beltz und Dieter Thomas angehörten. Mit Beltz schrieb er Drehbücher, in die er ironisch Bruchstücke seiner eigenen Biografie einbaute. Im gleichen Jahr war er, zusammen mit Ralf Scheffler und Beltz, Gründer der legendären Frankfurter Szenekneipe Elfer in Eschersheim, in deren Küche er kochte und in deren Tanzsaal das Kulturzentrum Batschkapp eingerichtet wurde.
1981 war er Darsteller in dem Fernsehfilm Der subjektive Faktor der Regisseurin Helke Sander und 1983 Darsteller und Drehbuchautor bei dem Fernsehfilm Der fliegende Robert unter der Regie von Henning Burk.

## Restaurant Gargantua
1984 eröffnete er in der Bockenheimer Friesengasse 3, am Ende der Leipziger Straße, unweit der Universität, ein kleines Restaurant, eine „intime Lokalität“, die er Gargantua taufte. Benannt nach dem Romanzyklus Gargantua und Pantagruel des französischen Schriftstellers François Rabelais, sollte es für gutes Essen und gepflegtes Trinken stehen, da dem Riesen Gargantua ein übermäßiger Hunger und ein ungeheurer Durst zugeschrieben wurden. Trebes war Küchenchef, seine spätere Ehefrau Monika Winterstein-Trebes (sie heirateten 1986) übernahm den Service und war Sommelière, weitere Helferinnen rekrutierten sich aus seiner ehemaligen Theatertruppe. Bereits hier wurden Weiße Trüffel (Tuber magnatum Pico) zu einem wichtigen Bestandteil seiner kulinarischen Kreationen.
1993 zogen die Eheleute Trebes mit dem Gargantua in das Erdgeschoss eines 1902 gebauten vornehmen Mietshauses. Das neue Domizil, zu dem auch einige Freiluftplätze in Vorgarten gehörten, befand sich in der Liebigstraße 47/Ecke Feldbergstraße, in dem als „fein“ geltenden Frankfurter Westend. Das Restaurant von Trebes war bereits in der Friesengasse, mehr noch am neuen Platz, bevorzugter kulinarischer Treffpunkt Frankfurter Intellektueller, Werbeleute und Banker, obwohl Trebes nie einen Michelin-Stern erhalten hatte und die Küche mit 15 Gault-Millau-Punkten bewertet wurde. „Das ‚Gargantua‘ wurde zum Geheimtipp für Verleger, Politiker und Finanzmagnaten im Westend. Liebevoll über die Teller seiner Gäste gebeugt, raspelt Trebes eigenhändig feine Scheibchen duftender weißer Trüffel auf“. Unter den Alt-68ern waren Joschka Fischer, Heiner Goebbels, Daniel Cohn-Bendit und Tom Koenigs häufig als Gäste anzutreffen. Für Fischer, der auch regelmäßig Teilnehmer seiner Silvester-Dinner war, richtete er bereits 1987 die Hochzeitsfeier für dessen dritte Ehe (mit Claudia Bohm) aus. „Beim Autodidakten Klaus Trebes schlossen die einstigen Häuserkämpfer […] Bekanntschaft mit gehobener Esskultur, feinen Weinen und mediterraner Lebensart.“
2010 zog das Gargantua in neue Räume in der Frankfurter Welle, mitten im Frankfurter Bankenviertel, unweit der Alten Oper. 2013 wurde das Restaurant von der Witwe wegen wirtschaftlicher Schwierigkeiten geschlossen.

## Gastronomischer Publizist
Trebes hatte sich als Autodidakt durch Lektüre und auf seinen Reisen durch praktische Erfahrungen ein umfangreiches Fachwissen erworben. Von Januar 1996 bis Juni 1999 schrieb er in der legendären Magazinbeilage der Frankfurter Allgemeinen Zeitung (dem FAZ-Magazin) eine ganzseitige, wöchentliche Kolumne, in der er seine Rezepte verriet und Küchen- und Getränkeratschläge erteilte. Er wurde dadurch rasch bundesweit bekannt und mit Wolfram Siebeck, Gert von Paczensky oder Vincent Klink zur Runde der deutschen Küchenphilosophen gezählt. Weitere Beiträge schrieb Trebes für die Zeitschrift Die Woche, für Merian, das SZ-Magazin der Süddeutschen Zeitung, den Stern und weitere Publikationen. Von 2010 bis zu seinem Tod schrieb Trebes in der Gastronomiezeitschrift foodhunter. 2007 erhielt er einen Lehrauftrag an der Städelschule in Frankfurt am Main.
Trebes, der sich bereits Bypass-Operationen unterzogen hatte, starb an einem Herzleiden. Er wurde auf dem Frankfurter Hauptfriedhof beerdigt.

## Schriften
- Rezepte aus dem Gargantua. Rütten & Loening, Berlin 1996, ISBN 3-352-00690-3.
- Karpfen oder Kaviar. Die neuen Rezepte aus dem Gargantua nebst Auskünften aus Küche und Leben in sechsundsiebzig Kapiteln. Keyser, München 1998, ISBN 3-87405-243-5.
- Wo der Pfeffer wächst. Geschichten und Rezepte um Gewürze und Kräuter (= Insel-Taschenbuch 2705). Insel-Verlag, Frankfurt am Main u. a. 2003, ISBN 3-458-34405-5.